# Todea arborea
Todea arborea là một loài dương xỉ trong họ Osmundaceae. Loài này được ht. mô tả khoa học đầu tiên năm 1896.
Danh pháp khoa học của loài này chưa được làm sáng tỏ. 